# Грузинівка
Грузи́нівка — село в Україні, у Божедарівській селищній громаді Кам'янського району Дніпропетровської області.
Населення — 152 мешканця.

## Географія
Село Грузинівка знаходиться за 3 км від правого берега річки Базавлук, по селу протікає пересихаючий струмок з загатами, вище за течією якого на відстані 2 км розташоване село Зелений Яр. Поруч проходить автомобільна дорога Т 0432.

## Населення

### Мова
Розподіл населення за рідною мовою за даними перепису 2001 року:
| Мова            | Відсоток |
| --------------- | -------- |
| українська      | 97,4 %   |
| російська       | 2 %      |
| інші/не вказали | 0,6 %    |